# Louis Mascré
Louis Mascré, né le 21 juin 1871 à Bruxelles et mort le 15 octobre 1929 à Woluwe-Saint-Lambert, est un sculpteur belge.

## Biographie
Louis Mascré naît le 21 juin 1871 à Bruxelles, en Belgique.
Entre 1885 et 1897, il étudie à l'académie royale des beaux-arts de Bruxelles où il a pour professeur les sculpteurs Charles Van der Stappen, Paul De Vigne et Jef Lambeaux. Il reçoit un prix Godecharle en sculpture en 1897 et un second prix de Rome, toujours en sculpture, en 1903. Il présente deux bustes de la religieuse sœur Julia à l'Exposition universelle d'Anvers de 1894 et un buste de Desdémone à l'Exposition internationale de Bruxelles de 1897. Son Baiser en bronze présenté à l'Exposition universelle de 1900 à Paris se trouve désormais au musée royal des Beaux-Arts d'Anvers. Il réalise des sculptures pour l'église Notre-Dame du Sablon et l’hôtel de ville de Bruxelles.
Après la Première Guerre mondiale, il réalise les bustes d'Émile Verhaeren, Edmond Picard, la princesse Astrid de Suède, Charles Woeste, le cardinal Désiré-Joseph Mercier...
Il meurt à Woluwe-Saint-Lambert le 15 octobre 1929 et est inhumé dans l'ancien cimetière de Woluwe-Saint-Lambert.
Une rue porte son nom à Anderlecht.

Œuvres
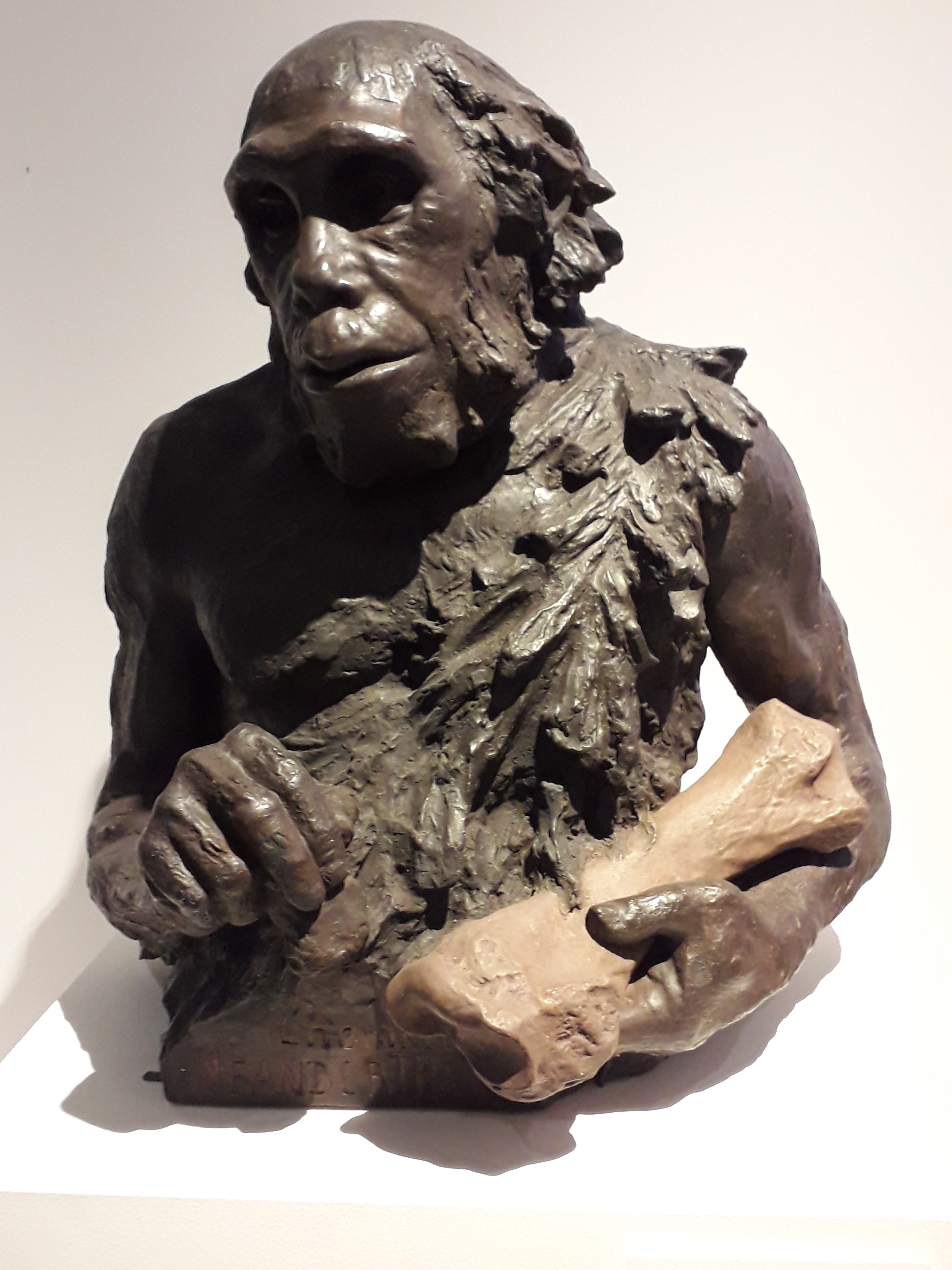
L'Homme de Néandertal, reconstitution en plâtre peint de Louis Mascré et Aimé Rutot, 1909-1914.
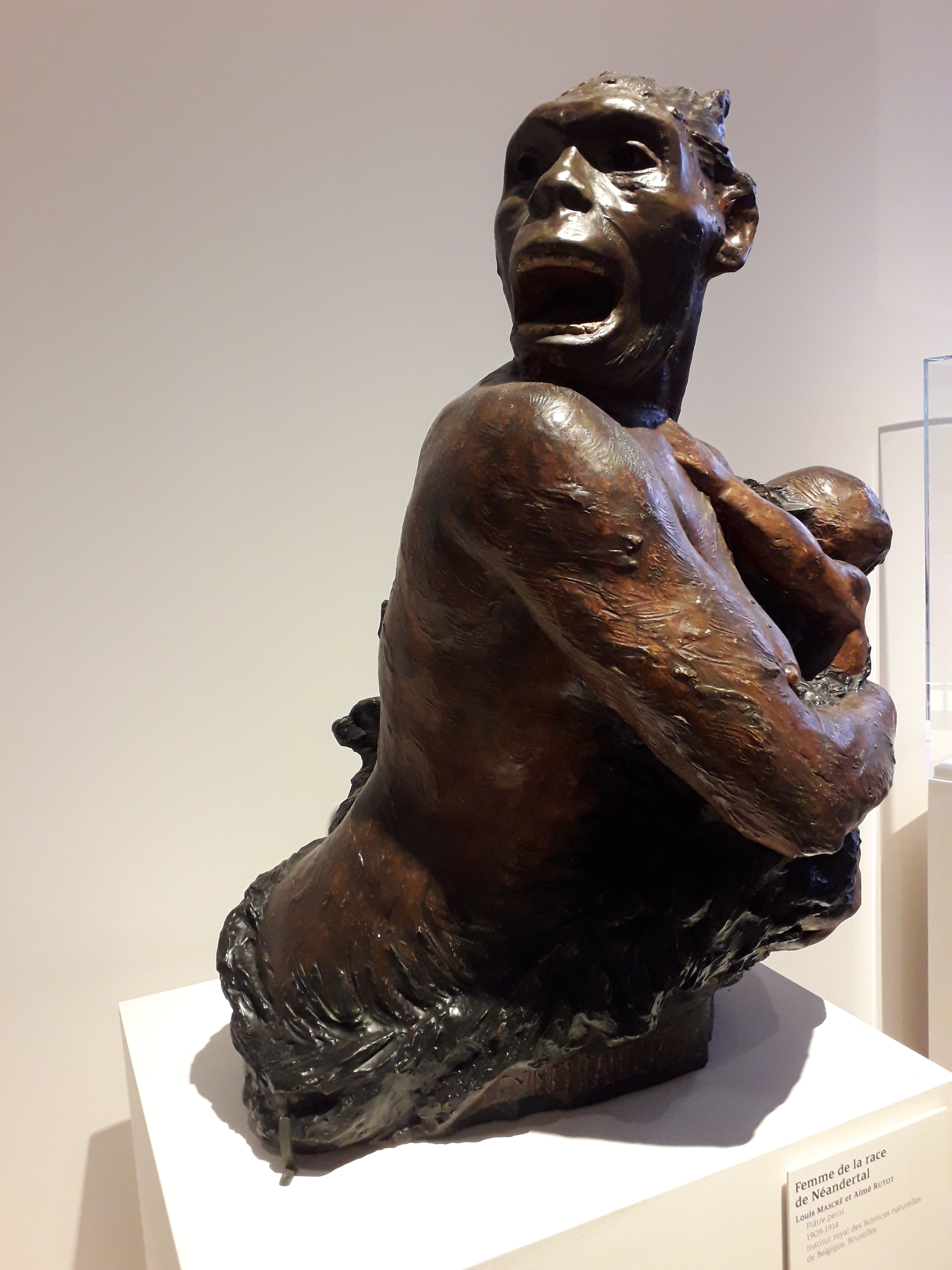
Femme de la race de Néandertal, Louis Mascré et Aimé Rutot, 1909-1914, vue de face.
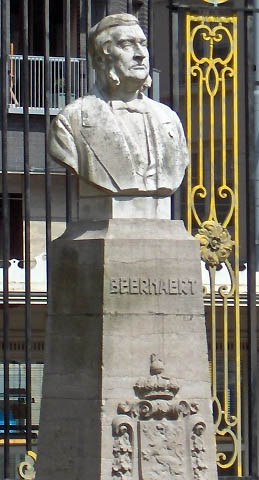
Buste d'Auguste Beernaert à Ostende.
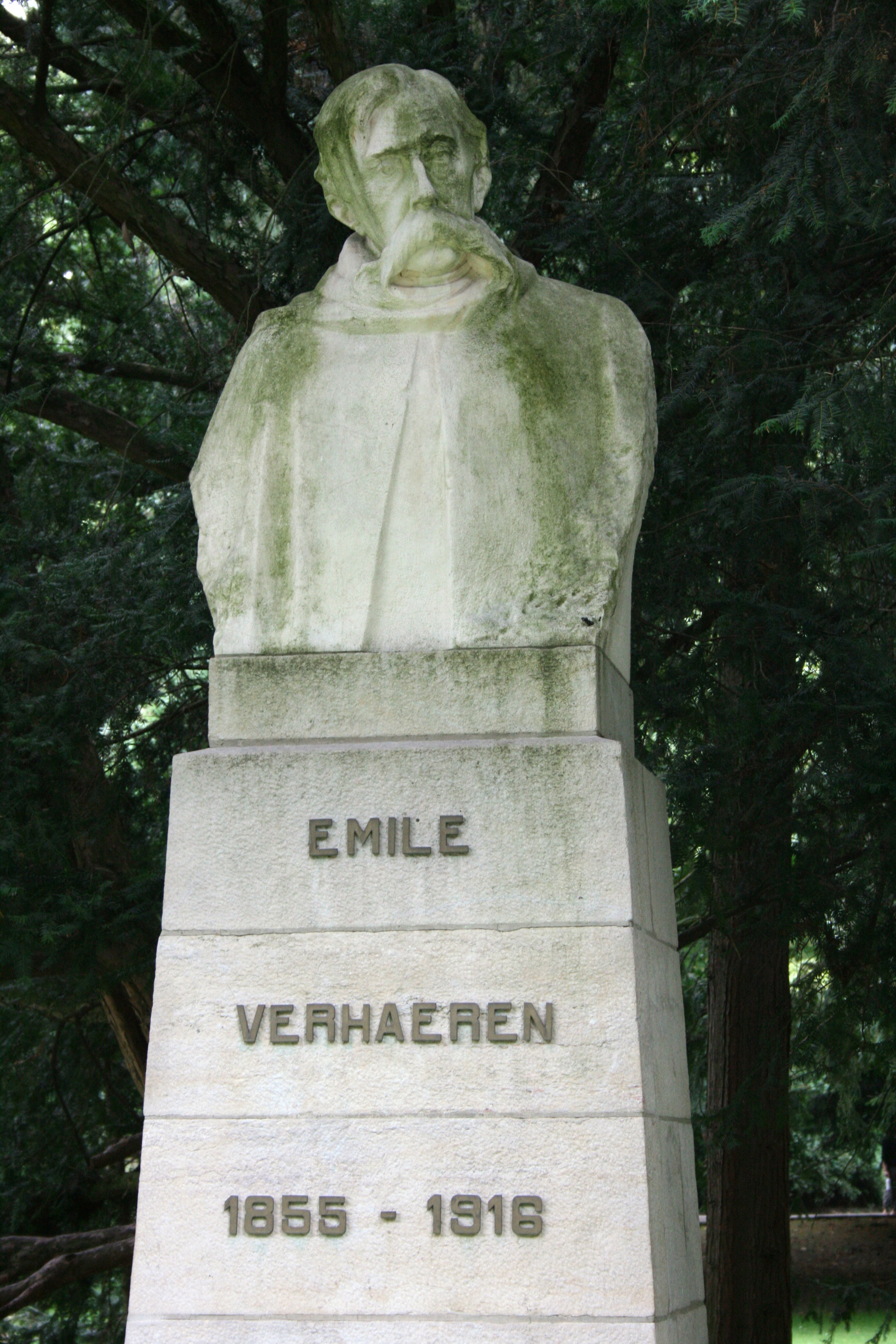
Buste d'Émile Verhaeren, parc Josaphat.
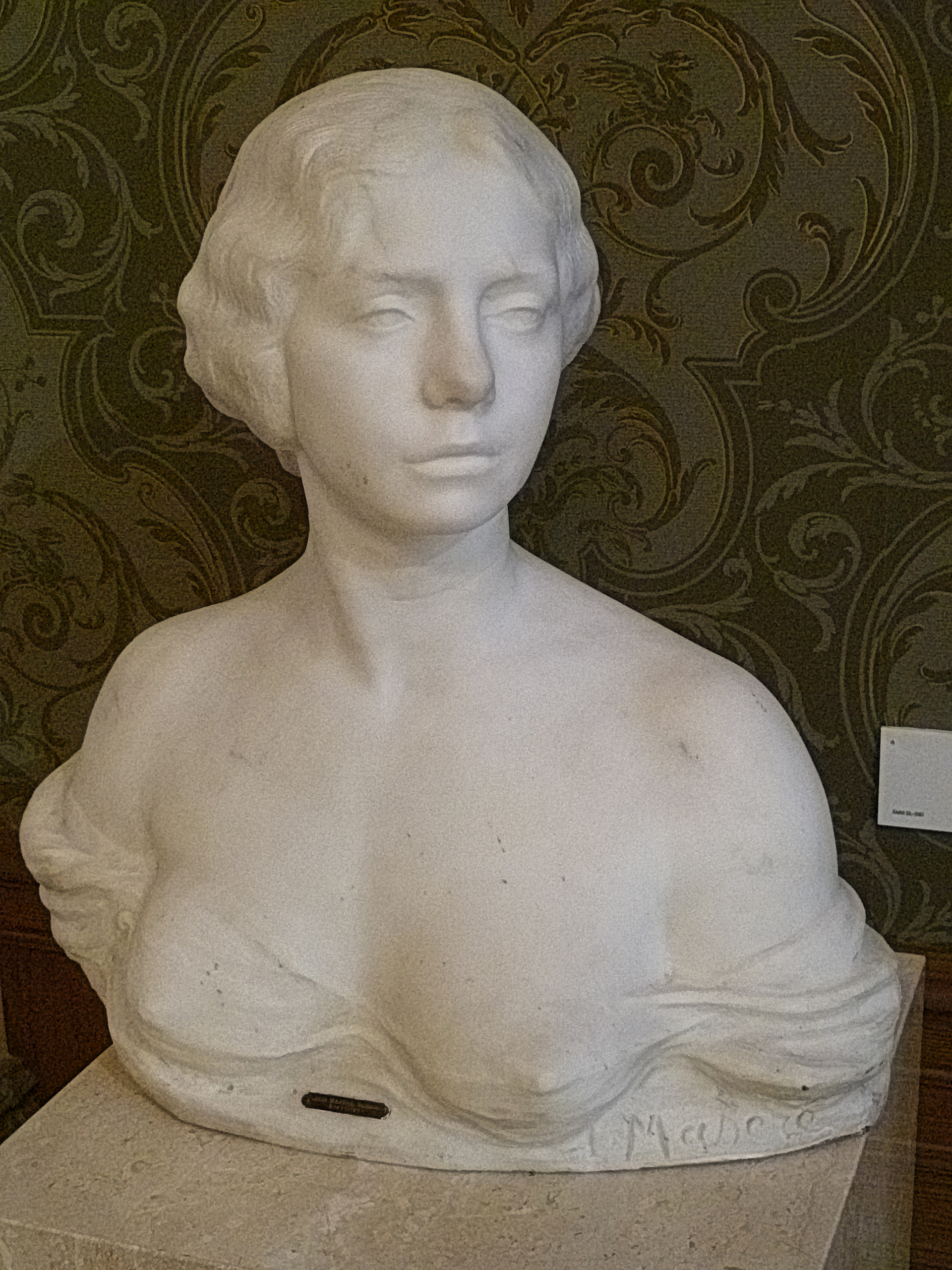
Buste d'une femme, Musée des arts étrangers à Riga en Lettonie.